# Nana Mochizuki (cantante)
Nana Mochizuki (del japonés: 望月菜々 ‘Mochizuki Nana’) conocida durante su etapa actoral como Yuriko Ide (Ide Yuriko, 井出百合子). (n. Tokio, Japón, 21 de mayo de 1978) es una cantante, actriz y ex-ídol japonesa. En la década de 1990 formó parte de la primera generación de SKi, era la miembro número 18. En 1999 fue vocalista del grupo de J-pop Belly to Belly y trabajó con el nombre estilizado de NANAKO.

## Biografía

### Etapa con SKi
Mochizuki debutó en septiembre de 1992 con Seifuku Kojo Iinkai. En 1995 fue financiada por Idol Japan Records y se unió al subgrupo Kotobuki-Tai, junto a otras miembros de SKi (de la primera y segunda generación) con quienes publicó el álbum: "Kotobuki 18-Ban Shobu".

### Carrera en solitario y como actriz
En febrero de 1996 se graduó de Seifuku Kojo Iinkai para centrar su carrera como solista y lanzó su primer álbum de estudio titulado: Tengoku no Basho. Además, estuvo activa brevemente como actriz bajo el nombre de "Yuriko Ide" para la empresa Minakuru Company.

## Con Belly to Belly
En 1999 —por recomendación de su agencia— envió una cinta de audición al sello discográfico Avex Trax y debutó como vocalista del grupo Belly to Belly con el sencillo: "Faker". Junto a sus compañeros RYOTA y YOZO liberó 6 singles y algunos MV. Sin embargo, cuando tenían planeado lanzar su primer álbum, Nanako abandonó el mismo por razones desconocidas y este se disolvió.

## Reencuentro con SKi
En 2002 se reencontró con sus compañeras de SKi para celebrar su décimo aniversario.

## Actualidad
Actualmente, se encuentra retirada del mundo del espectáculo.

## Discografía

### Álbum con Kotobuki Tai
| 1 de octubre de 1995 | Kotobuki 18-Ban Shobu |

### Álbum en solitario
| 1 de mayo de 1996 | Tengoku no Basho |

### Sencillos con Belly to Belly
| 3 de noviembre de 1999 | Faker          |
| 2 de febrero de 2000   | Tight Rope     |
| 26 de abril de 2000    | Karakara       |
| 22 de marzo de 2001    | beautiful days |
| 23 de mayo de 2001     | Simple         |
| 25 de julio de 2001    | Girl           |